# Кулумбетов, Мусабай
Мусаба́й Кулумбе́тов (1921, Актынтогайский сельсовет, Чимкентский уезд, Сырдарьинская область, Туркестанская АССР — неизвестно, село Тимур, Шаульдерский район, Южно-Казахстанская область, Казахская ССР) — заведующий фермой колхоза «Овцевод» Шаульдерского района Южно-Казахстанской области, Казахская ССР. В 1949 году удостоен звания Героя Социалистического Труда, которого был лишён в 1953 году в связи с осуждением.

## Биография
Родился в 1907 году в крестьянской семье на территории Актынтогайского сельсовета. С раннего возраста трудился в сельском хозяйстве. Во время коллективизации вступил в местный колхоз, где трудился до призыва в 1942 году в Красную Армию по мобилизации. Участвовал в Великой Отечественной войне.
Воевал в составе 131-го стрелкового полка на Ленинградском фронте. В 1943 году получил тяжёлое ранение. Считался убитым. После излечения воевал заместителем командира пулемётного отделения 287-го гвардейского зенитно-артиллерийского полка 7-го гвардейского танкового корпуса на 1-м Украинском фронте. После демобилизации возвратился на родину, где трудился заведующим фермой колхоза «Овцевод» Шаульдерского района.
Труженики его фермы по итогам работы в 1948 году показали высокие трудовые результаты в овцеводстве. Указом Президиума Верховного Совета СССР от 12 июля 1949 года удостоен звания Героя Социалистического Труда за «получение высокой продуктивности животноводства в 1948 году при выполнении колхозами обязательных поставок сельскохозяйственных продуктов и плана развития животноводства по всем видам скота» с вручением ордена Ленина и золотой медали «Серп и Молот» (№ 4202).
Этим же указом званием Героя Социалистического Труда были награждены председатель колхоза «Овцевод» Оспан Шораев, заведующий овцеводческой фермой Мнайдар Карамолдаев, чабаны Тулеген Байтанов, Кайкибай Куатбеков, Нускабай Кулумбетов и Кожамурат Нарымбетов.
В последующем во время государственной проверки было выяснено, что председатель колхоза и заведующий овцеводческой фермой Мусабай Кулумбетов занимались хищениями, в результате которых колхозу был нанесён ущерб в размере 207261 рублей. 31 января 1951 года Судебная коллегия по уголовным делам Верховного Совета Казахской ССР осудила Оспана Шораева и Мусабая Кулумбетова и приговорила их к лишению свободы на 10 лет.
Указом Президиума Верховного Совета СССР от 23 ноября 1953 года лишён звания Героя Социалистического Труда и всех государственных наград.
После освобождения проживал в селе Тимур Шаульдерского района. Дата смерти не установлена (после 1985 года).
Память
Его именем названа улица в селе Тимур Отырарского района.
Награды
- Герой Социалистического Труда — лишён
- Орден Ленина — лишён
- Медаль «За отвагу» — дважды (30.06.1944; 02.03.1945) — лишён обеих медалей
- Орден Отечественной войны 2 степени (11.03.1985)